# Бальмен, Пьер
Пьер Бальме́н или Бальма́н (фр. Pierre Balmain; 18 мая 1914, Сен-Жан-де-Морьен — 29 июня 1982, Париж) — французский модельер
, создатель собственного дома моды Pierre Balmain (1945). Имел прозвище «кутюрье королев».

## Биография
Пьеру было 7 лет, когда умер его отец. В детстве он увлекался музыкой, хотел стать пианистом.
После учёбы в Школе изящных искусств, с 1934 до 1939 года работал у модельера Эдварда Молине в Париже.
После начала Второй мировой войны и оккупации Франции немецким вермахтом перешёл в дом моды Люсьена Лелонга, где создавал новые модели одежды одновременно с Кристианом Диором.
В 1945 году открыл в Париже свой первый бутик под вывеской «Красавица», по названию своего самого известного силуэта. Позднее открыл бутики в Венесуэле, Бразилии и Нью-Йорке, последний представлял линию pret-a-porter. 
В 1946 году Бальмен выпустил духи Elysees 64-83 (парижский номер телефона его дома моды). За ними последовали ароматы Vent-Vert (1947) и Jolie Madam (1949). Все три аромата создала первая французская женщина-парфюмер Жермен Селье (фр. Germanie Cellier). Дальнейшего продолжения парфюмерной линии не последовало. В 1960 году Бальмен продал компании Revlon все права на производство и распространение духов и сопутствующих товаров. 
В 1957 году создал наряды для фильмов «Парижанка» и «Когда вмешивается женщина». В 1966 году разработал одежду для стюардесс Малайзийских авиалиний. О самих стюардессах он говорил, что «они грациозны и знают, как правильно одеваться».